# Lacourt
Lacourt – miejscowość i gmina we Francji, w regionie Oksytania, w departamencie Ariège.
Według danych na rok 1990 gminę zamieszkiwało 279 osób, a gęstość zaludnienia wynosiła 17 osób/km² (wśród 3020 gmin regionu Midi-Pireneje Lacourt plasuje się na 786. miejscu pod względem liczby ludności, natomiast pod względem powierzchni na miejscu 701.).